# Marios Varvoglis
Marios Varvoglis (født 10. december 1885 i Bruxelles, Belgien - død 30. juli 1967 i Athen, Grækenland) var en græsk komponist, dirigent og lærer.
Varvoglis blev født i Bruxelles af græske forældre. Han studerede komposition på Musikkonservatoriet i Paris og scholar Cantorum hos bl.a. Vincent d´Indy. Han tog til Grækenland (1920), hvor han blev lærer i komposition på Musikkonservatoriet i Athen.
Varvoglis har skrevet orkesterværker, kammermusik, scenemusik, vokalmusik, klaverstykker etc. Han levede også som dirigent for mange græske orkestre, og var aktiv som musikkritiker og anmelder af musik i Athen.

## Udvalgte værker
- Pastorale suite (1912) - for strygeorkester
- Symfoni (1919) (tilbagetrukket) - for orkester
- Meditation (1938) - for strygeorkester
- Symfonisk digtning "Bag Pigtrådens Hegn" (1945) - for orkester
- Børnetimen (1930) (14 klaverstykker) - for klaver